# Пушкино
Пушкино (рус. Пушкино) град је у Русији у Московској области. Према попису становништва из 2010. у граду је живело 102.840 становника.

## Становништво
Према прелиминарним подацима са пописа, у граду је 2010. живело 102.840 становника, 30.415 (42,00%) више него 2002.
| 1939.  | 1959.  | 1970.  | 1979.  | 1989.  | 2002.  | 2010.   |
| ------ | ------ | ------ | ------ | ------ | ------ | ------- |
| 21.081 | 30.035 | 48.418 | 68.518 | 75.847 | 72.425 | 102.874 |

## Градови побратими
- Кутна Хора
- Оривеси